# Jean-Pierre Jouyet

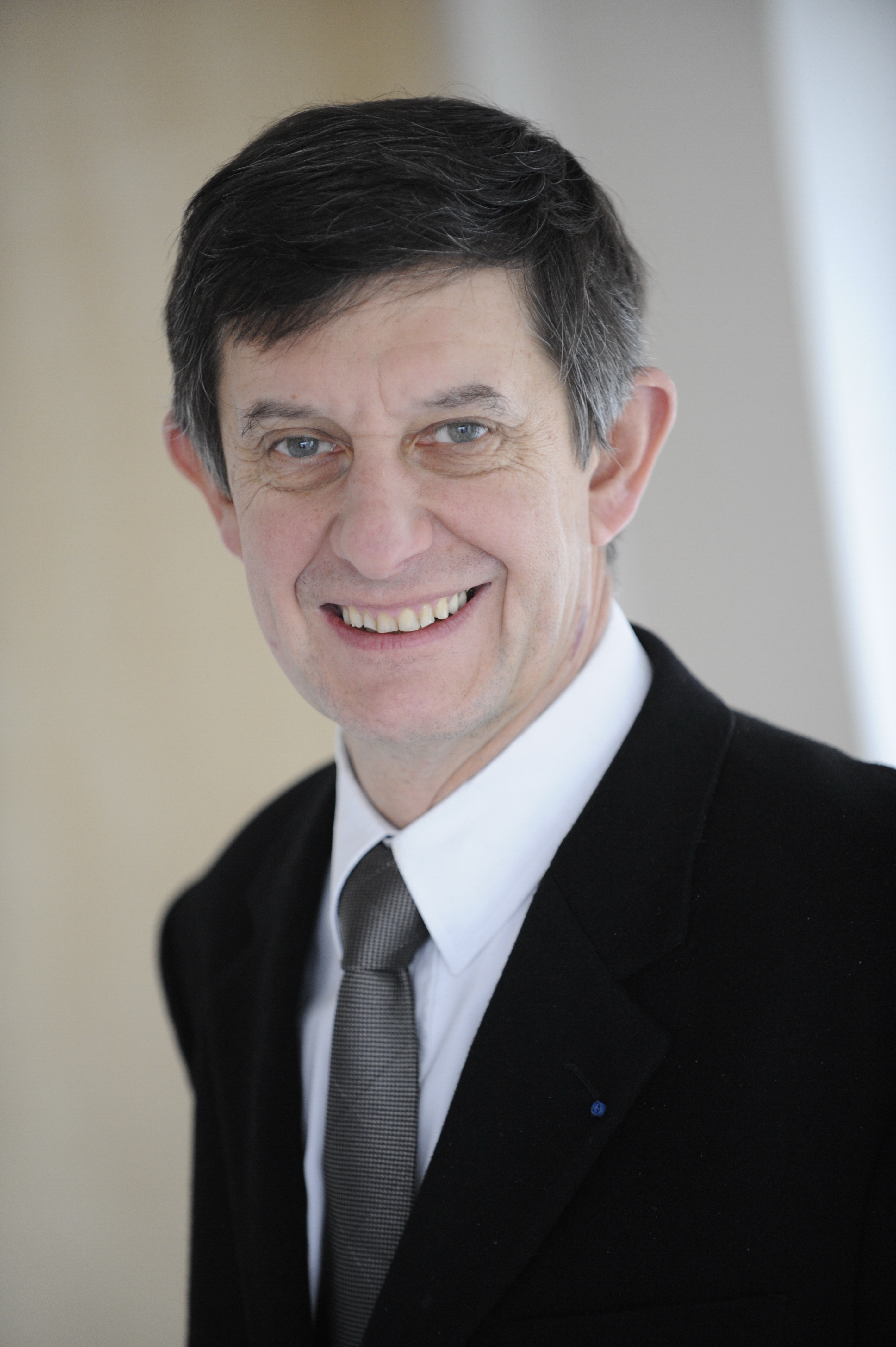
Jean-Pierre Jouyet (2009)

Jean-Pierre Jouyet (ur. 13 stycznia 1954 w Montreuil) – francuski urzędnik państwowy i dyplomata, sekretarza generalnego Pałacu Elizejskiego, w latach 2014–2017 sekretarz generalny administracji prezydenckiej.

## Życiorys
Ukończył studia z zakresu prawa publicznego, kształcił się też w Instytucie Nauk Politycznych w Paryżu. Został następnie absolwentem École nationale d’administration. Od 1991 do 1995 był urzędnikiem w Unii Europejskiej, pełniąc m.in. funkcję szefa gabinetu politycznego Jacques’a Delorsa, przewodniczącego Komisji Europejskiej.
W 1997 powrócił do administracji krajowej jako zastępca szefa sztabu premiera Lionela Jospina. Odpowiadał później za skarb państwa jako dyrektor generalny (2000–2004), zajmował stanowisko prezydenta Klubu Paryskiego i szefa inspekcji finansowej.
Przez lata związany z francuską lewicą, w kampanii wyborczej w 2007 popierał kandydaturę Ségolène Royal. Po zwycięstwie Nicolasa Sarkozy’ego przyjął propozycję wejścia w skład centroprawicowego rządu, obejmując w maju 2007 stanowisko sekretarza stanu ds. europejskich. W grudniu 2008 prezydent powierzył mu kierownictwo centralnego urzędu rynków finansowych (Autorité des marchés financiers). Na czele tej instytucji stał do lipca 2012. Później do kwietnia 2014 kierował instytucją finansową Caisse des dépôts et consignations, po czym prezydent François Hollande powołał go na sekretarza generalnego Pałacu Elizejskiego.
Pełnił tę funkcję do 2017. W tym samym roku mianowany ambasadorem Francji w Wielkiej Brytanii. W 2019 został stałym przedstawicielem Francji przy OECD, kończąc urzędowanie w następnym roku.

## Odznaczenia
Został odznaczony Krzyżem Komandorskim Orderu Zasługi Rzeczypospolitej Polskiej (2011).